# Come Back to Me (cântec de Janet Jackson)
„Come Back to Me” este un cântec al interpretei americane Janet Jackson. Piesa a fost compusă de Jimmy Jam și Terry Lewis și Jackson, fiind inclusă pe cel de-al patrulea material discografic de studio al artistei, Rhythm Nation 1814. „Come Back to Me” a ocupat locul 27 în Canada și locul 2 în Statele Unite ale Americii, devenind un hit moderat la nivel mondial. Jackson a înregistrat și o versiune în limba spaniolă, intitulată „Vuelve a Mi”.

## Clasamente
| Clasament                             | Poziția maximă | Referință |
| ------------------------------------- | -------------- | --------- |
| Australian Singles Chart              | 79             | [ 3 ]     |
| Canadian Hot 100                      | 27             | [ 4 ]     |
| Irish Singles Chart                   | 21             | [ 5 ]     |
| UK Singles Chart                      | 20             | [ 6 ]     |
| U.S. Billboard Hot 100                | 2              | [ 2 ]     |
| U.S. Billboard Hot R&B/Hip-Hop Songs  | 2              | [ 2 ]     |
| U.S. Billboard Hot Adult Contemporary | 1              | [ 2 ]     |